# BASURA バスーラ
『BASURA バスーラ』は、2009年の日本映画。

## 概要
四ノ宮浩監督がフィリピン・マニラ近郊の巨大ゴミ捨て場で暮らす人々にカメラを向けたドキュメンタリー映画。同監督の作品である『忘れられた子供たち スカベンジャー』で取材した子供たちのその後を追う内容となっている。
「若い人にぜひ観て欲しい」という四ノ宮監督の意向により、高校生以下は無料で鑑賞可能である。

## スタッフ
- 監督：四ノ宮浩
- 製作プロデューサー：森崎偏陸、長島洋
- 撮影：大廣康夫、瓜生敏彦
- 編集：四ノ宮浩
- 整音：久保田幸雄
- 音楽協力：Wong Wing Tsan